# Dystrof sjö

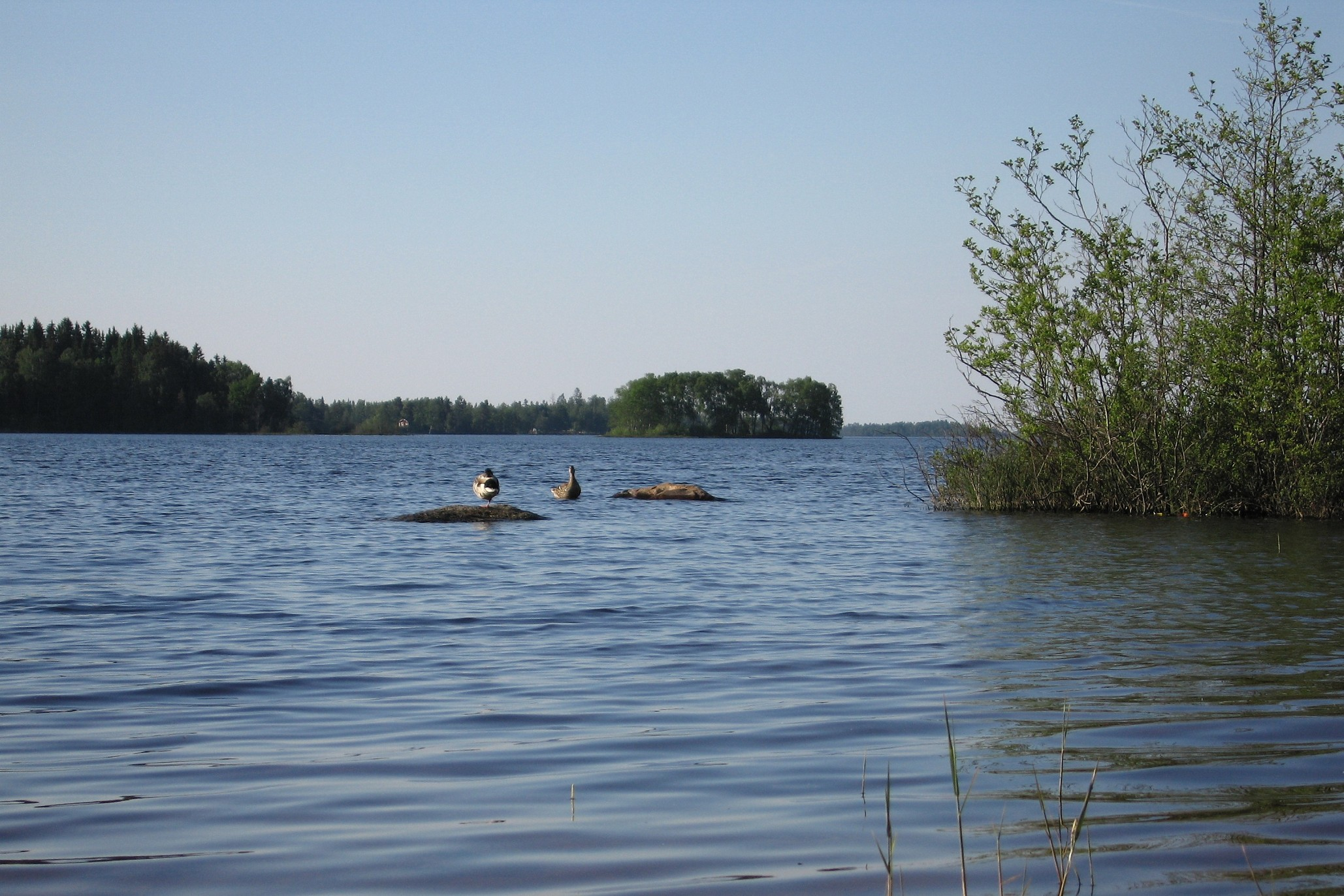
Möckeln är en dystrof sjö i södra Småland.

Dystrof sjö, också brunvattensjö eller humös sjö är en näringsfattig typ av sjö och är en sjötyp som är mycket vanlig i Sverige. 
Vattnet innehåller mängder av humuspartiklar som färgar sjön allt från brunröd till svagt gulbrun, allt utifrån hur mycket humuspartiklar som finns. Humuspartiklarna är stora, komplexa organiska molekyler som kommer från nedbrytningsprodukter från omgivande skogs- och myrland. 
Färgen på vattnet är alltså ett naturligt tillstånd. Siktdjupet i dessa sjöar brukar begränsas kraftigt till bara någon meter. Humuspartiklarna är naturligt negativt laddade och fungerar repellerande i förhållande till varandra. Dessa näringsfattiga sjöar kan drabbas hårt vid försurning och reagerar då med att bli klarare.
Det som händer är att vid försurning ökar andelen positivt laddade vätejoner som binder till de stora negativt laddade humusmolekylerna. 
Detta gör att humuspartiklarna börjar attrahera varandra och bildar ännu större komplex som blir för stora för att hålla sig flytande i vattenmassan och sjunker till botten. Den bruna färgen bleknar och siktdjupet ökar. Nästan alla svenska dystrofa sjöar kalkas idag för att hålla tillbaka effekterna av försurningen.